# L
 For alternative betydninger, se L (flertydig). (Se også artikler, som begynder med L)
L l er det 12. bogstav i det danske og latinske alfabet. Den tilhører gruppen vi kalder konsonanter.

## Andre betydninger
L har flere betydninger:                            
- L – romertallet for 50.
- (L) – bruges om advokater, der har møderet for Landsret.
- L – kendingsbogstavet for motorkøretøjer fra Luxembourg.
- l – forkortelsen for SI-rumfangsenheden liter.
- l – dansk forkortelse for størrelsen lille og engelsk forkortelse for størrelsen large (på dansk stor).
- L – partibogstavet for partierne Danmarks Kommunistiske Parti Marxister-Leninister og Liberalt Centrum.
- L – Death Note Mester detektiven L fra mangaen Death Note
- l. – Bruges som forkortelse af linje (eks. henvendelse til linje 5 side 3: l. 5 s. 3)